# Hrabstwo Cleburne (Alabama)
Cleburne – hrabstwo w stanie Alabama w USA. Populacja liczy 14 972 mieszkańców (stan według spisu z 2010 roku).
Powierzchnia hrabstwa to 1453 km². Gęstość zaludnienia wynosi 10,3 osób/km².

## Miasta i miasteczka
- Edwardsville
- Fruithurst
- Hollis Crossroads (CDP)
- Heflin
- Ranburne